# Hon'inbō Dōetsu
Hon'inbō Dōetsu (本因坊道悦; Matsusaka, 1636 – 1727) fu un goista professionista giapponese, che divenne il terzo capo della casata Hon'inbō. Il suo cognome era Niwa, mentre usò come nome da monaco buddista Nissho.

## Biografia
Nacque a Matsusaka, in quella che oggi è la prefettura di Mie. Discepolo di Hon'inbō San'etsu, fu adottato come erede della casata Hon'inbō nel 1658. Nel 1666 fu promosso 7 dan, raggiungendo successivamente l'8 dan.
Tra il 1645 e il 1653, il capo della casata Hon'inbō, Hon'inbō San'etsu, e il capo della casata Yasui, Yasui Sanchi, si sfidarono in una serie di partite per determinare chi fosse il più forte e avesse il diritto di fregiarsi del titolo di Meijin Godokoro: tale sfida era terminata sul 3–3, e nel 1658 San'etsu era morto; nel 1668 Yasui fu nominato Meijin Godokoro, anche grazie al sostegno del clan Matsudaira.
Dōetsu non accettò passivamente questa nomina, e fece appello contro di essa, sulla base che Sanchi non aveva mai sfidato Dōetsu e quindi il suo essergli superiore non era stato sancito da alcun risultato. L'appello non era privo di conseguenze, in quanto la nomina di Yasui era stata fatta a nome dello Shogun e l'appello contro di essa poteva costituire una critica dell'operato dei superiori di Dōetsu: se avesse perso le partite contro Yasui, Dōetsu sarebbe potuto essere mandato in esilio, ma questa prospettiva non scoraggiò Hon'inbō.
Dōetsu ottenne quindi il diritto di sfidare Sanchi in una serie di 60 incontri, da disputarsi al ritmo di 20 all'anno. Dōetsu all'epoca era 7 dan, mentre Sanchi era Meijin, ovvero 9 dan: la differenza di livello fece sì che Dōetsu non poté sfidare Sanchi alla pari, ma dovette accontentarsi di sfidarlo secondo lo josen, ovvero prendendo inizialmente sempre il Nero. Questa situazione rendeva manifesta la differenza teorica di livello tra i due contendenti, e quindi era sfavorevole a Dōetsu, ma era comunque svantaggiosa per Sanchi, che oltre a dover prendere sempre il Bianco (senza la compensazione del komi) era ormai già oltre il suo picco prestazionale a causa della sua età.
Il primo incontro terminò in un jigo (pareggio) pre-determinato, mentre i successivi quindici incontri videro nove vittorie di Dōetsu, tre di Sanchi e altri tre jigo. Avendo ottenuto un vantaggio di sei vittorie sull'avversario, secondo le regole del jubango Dōetsu ebbe il suo handicap ridotto a sen-ai-sen, ovvero a giocare Nero-Bianco-Nero ogni tre partite. I successivi quattro incontri videro Dōetsu vincerne tre (perse solo quello giocato con Bianco): si era ormai giunti al 1675, e la serie fu interrotta, in quanto Yasui non era riuscito a dimostrare la propria superiorità su Dōetsu. Nel 1676 Yasui si dimise da Meijin Godokoro.
Fu anche attivo negli oshirogo dal 1660, per 15 anni. Nel 1677 Dōetsu diede le dimissioni da capo della casata Hon'inbō, succeduto dal suo discepolo Hon'inbō Dosaku, che raccomandò per il titolo di Meijin Godokoro; mantenne comunque i requisiti per continuare a giocare negli oshirogo e ottenne una rendita personale annua di 20 koku di riso. Gli è attribuita la regolarizzazione del materiale per il Go.